# Hofkolonne
Als Hofkolonne bezeichnet man in großen Wirtschaftsbetrieben einen in gemeinschaftlicher Formation auftretenden Zusammenschluss von Arbeitskräften, die eine Sauberhaltung von Außenanlagen und Wirtschaftsgebäuden eines größeren Betriebes gewährleisten. Hofkolonnen bestehen häufig aus einer ranghöheren Arbeitskraft (Vorarbeiter) mit Weisungsbefugnissen und rangniederen ausführenden Arbeitskräften. Im Gegensatz zu Putzkolonnen führen Hofkolonnen keine Flächenreinigungstätigkeiten wie Staubsaugen, Kehren oder Wischen aus. Hofkolonnen obliegt die Aufgabe, jeglichen Abraum jedweder Art aus Nutzräumen, Korridoren sowie von Außenflächen zu beseitigen und ordnungsgemäß zu entsorgen (Zuführung der Wertstoffkette). Zu den beseitigten Objekten gehören meist Elektro- und Metallschrott, Kartonagen und Paletten, Bauschutt, Baum- und Grünschnitt sowie Betriebskehricht. Da diese Güter in der Regel schwer und sperrig sind, verwenden Hofkolonnen häufig Flurfördergeräte wie Sackkarren und Hubwagen sowie Nutzfahrzeuge wie Pritschenwagen. 
Der Begriff Hofkolonne ist veraltet und in modernen Betrieben nicht mehr gebräuchlich. Die klassischen Tätigkeiten einer Hofkolonne sind dort dem Facility-Management oder der innerbetrieblichen Standortlogistik untergliedert. Der Begriff wird heute noch häufig in der Amtssprache und in Verbindung mit öffentlichen Einrichtungen oder staatlichen Anstalten verwendet. Justizvollzugsanstalten bilden Hofkolonnen in der Regel aus Justizvollzugsbeamten als Weisungsbefugte und unter Zuhilfenahme geeigneter Inhaftierter als ausführende Arbeitskräfte. Auch die Deutsche Forschungs- und Versuchsanstalt für Luft- und Raumfahrt (DFVLR), heute als Deutsches Zentrum für Luft- und Raumfahrt (DLR) bekannt sowie zahlreiche andere Anstalten, betreiben zur Pflege von Außenanlagen und Wirtschaftsgebäuden Hofkolonnen, die noch immer unter dieser Bezeichnung geführt werden.